# 安东尼·阿特金森

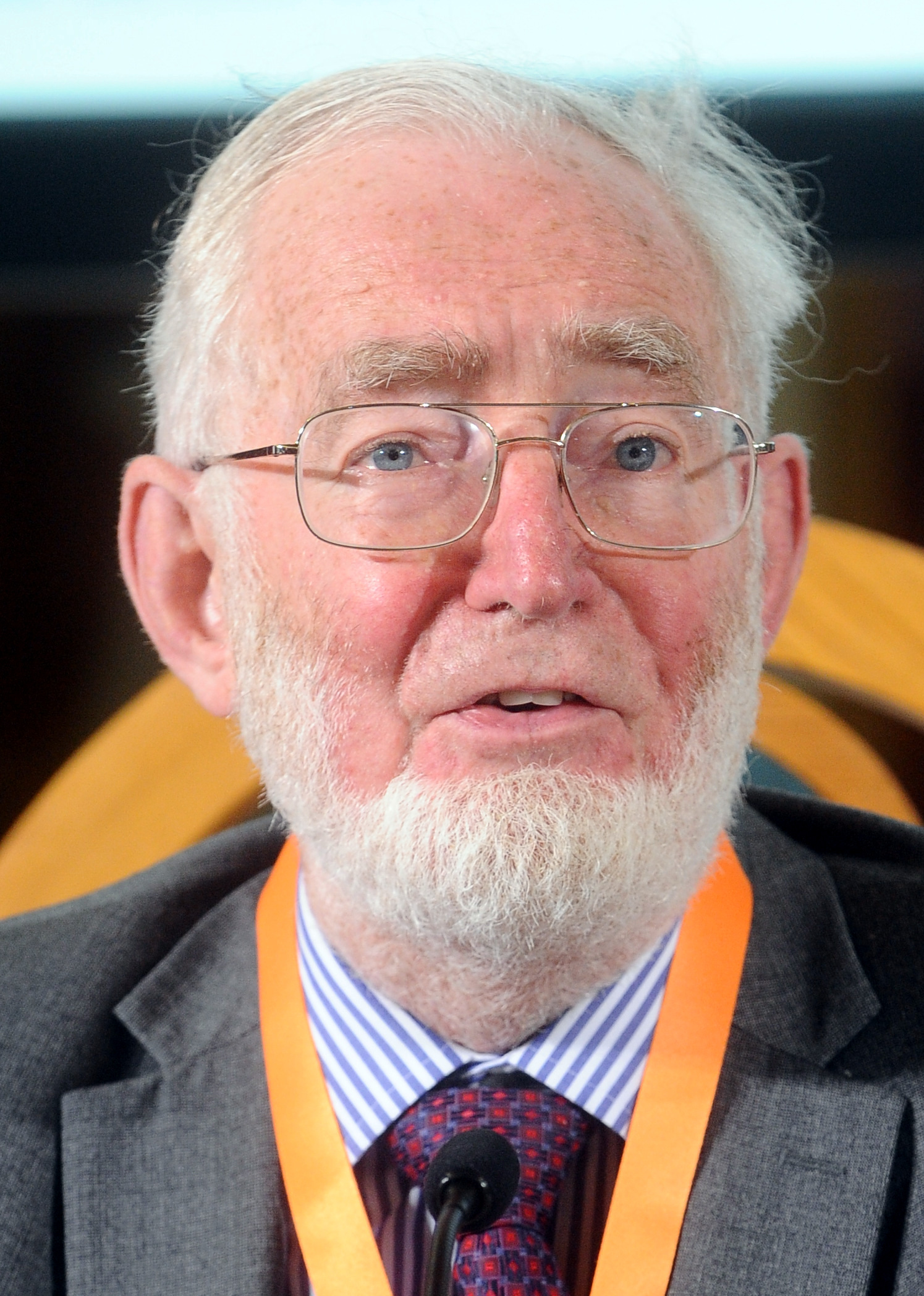
Anthony Barnes Atkinson

安东尼·巴恩斯·「托尼」·阿特金森爵士，CBE，FBA（英語：Sir Anthony Barnes "Tony" Atkinson, 1944年9月4日—2017年1月1日），英国经济学家，2005年獲聘任牛津大学纳菲尔德学院高级研究员。

## 生平
于1966年从英国剑桥大学本科毕业。他被选为英國國家學術院院士（1984年），计量经济学会院士（1974年），美国经济学会荣誉会员（1985年），美國文理科學院外籍荣誉会员（1994年）。阿特金森的工作主要是针对收入分配，阿特金森指数即是以他命名。
2017年1月1日于伦敦去世。